# 751

سنة 751 كانت سنة بسيطة تبدأ يوم الجمعة حسب التقويم اليولياني.

## أحداث
- تأسيس مدينة شانغهاي وتقع حاليا في الصين.
- - نشأةُ إمامة عمان
- - السيطرة على واسط من قبل العباسيين.
- - معركة نهر طلاس مع سلالة تانغ الصينية.